# Evil-Merodaque
Evil-Merodaque, Evil-Marduque ou ainda Amel-Marduque (em acádio: ; romaniz.: Amēl-Marduk; em hebraico: אֱוִיל מְרֹדַךְ; romaniz.: ʾĕwīl marōḏaḵ; que significa “homem de Marduque”) foi o terceiro soberano do Império Neobabilônico, filho e sucessor de Nabucodonosor II. Seu breve reinado durou de 562 até 560 a.C., e por causa do pequeno número de fontes cuneiformes sobreviventes, pouco se sabe sobre seu reinado e suas ações como rei.
Evil-Merodaque, originalmente chamado de Nabusumuquim, não era o filho mais velho de Nabucodonosor, nem  o filho mais velho vivo na época de sua nomeação como príncipe herdeiro. Não está claro por que Evil-Merodaque foi nomeado por seu pai como sucessor, principalmente porque parece ter havido altercações entre os dois, possivelmente envolvendo uma tentativa de Evil-Merodaque de assumir o trono enquanto seu pai ainda estava vivo. Após a conspiração, Evil-Merodaque foi preso, possivelmente junto com Joaquim, o deposto rei de Judá. O então príncipe herdeiro mudou seu nome de Nabusumuquim para Evil-Merodaque após sua libertação, possivelmente em reverência ao deus Marduque, a quem ele orou.
Evil-Merodaque é lembrado principalmente por libertar Joaquim após 37 anos de prisão. Evil-Merodaque também é conhecido por ter conduzido alguns trabalhos de construção na Babilônia, e possivelmente em outros lugares, embora a extensão de seus projetos não seja clara. Os babilônios parecem ter se ressentido de seu governo, já que fontes babilônicas posteriores o descrevem como incompetente. Em 560 a.C., supostamente por desconsiderar a política de seu pai, foi deposto e assassinado em uma conspiração orquestrada Neriglissar, seu sucessor e cunhado.

## Antecedentes

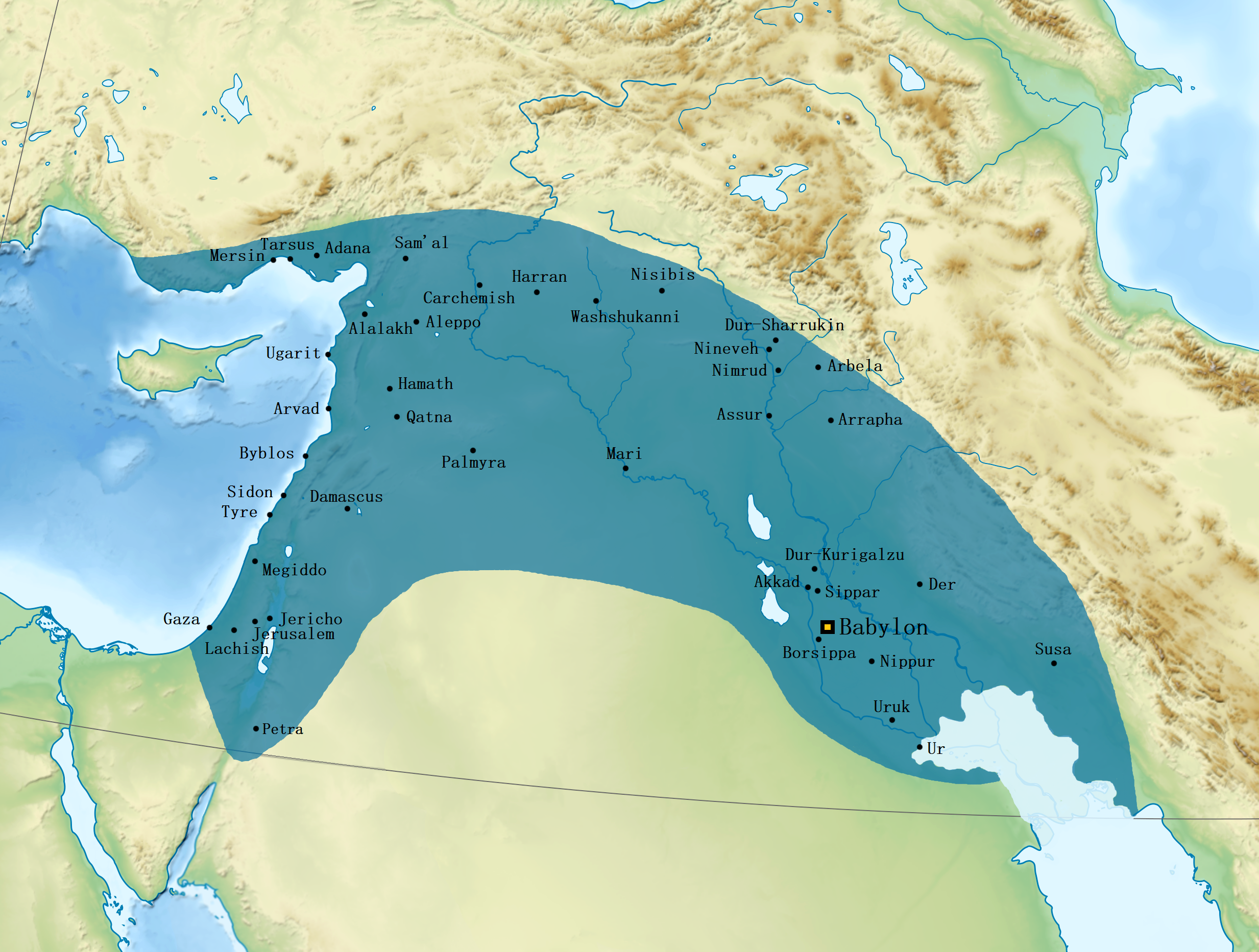
As fronteiras do Império Neobabilônico estabelecidas sob o pai e predecessor de Evil-Merodaque, Nabucodonosor II

Evil-Merodaque foi sucessor de seu pai, Nabucodonosor II (r. 605–562 a.C.). Parece que a sucessão a Nabucodonosor foi problemática e que os últimos anos do rei foram propensos à instabilidade política. Em uma das inscrições escritas bem no final de seu reinado, depois que Nabucodonosor já havia governado por quarenta anos, o rei afirma que havia sido escolhido para o reinado pelos deuses antes mesmo de ter nascido. Enfatizar a legitimidade divina dessa maneira geralmente era feito apenas por usurpadores, ou se houvesse problemas políticos com seu futuro sucessor. Dado que Nabucodonosor foi rei por várias décadas e foi o herdeiro legítimo de seu predecessor, a primeira opção parece improvável.
Evil-Merodaque foi escolhido como herdeiro durante o reinado de seu pai e é atestado pela primeira vez como príncipe herdeiro em 566 a.C. Evil-Merodaque não era o filho mais velho de Nabucodonosor — outro dos filhos de Nabucodonosor, Marduquenadinaqui, é atestado no terceiro ano de Nabucodonosor como rei (602/601 a.C.) como um adulto responsável por suas próprias terras. Dado que Evil-Merodaque é atestado bem mais tarde, é provável que Marduquenadinaqui fosse o filho mais velho e herdeiro legítimo de Nabucodonosor, o que torna as razões para tornar Evil-Merodaque herdeiro pouco claras, especialmente porque Marduquenadinaqui é atestado como vivo até 563 a.C. Além disso, evidências de altercações entre Nabucodonosor e Evil-Merodaque tornam sua escolha como herdeiro ainda mais improvável. Em um texto, Nabucodonosor e Evil-Merodaque são descritos como envolvidos em algum tipo de conspiração, com um dos dois sendo acusado de má conduta contra os templos e o povo:
| “ | A respeito de [Nabu]conodosor eles pensaram [...] sua vida não foi entesourada [por eles... o povo de] Babilônia a Amel-Marduque falou, não [...] ... “sobre o tesouro [de Esagila] e Babilônia [...”] Eles mencionaram as cidades dos grandes deuses [...] seu coração sobre filho e filha não vai deixar [...] família e tribo são [não ...] em seu coração. Tudo isso está cheio de [...] seus pensamentos não eram sobre o bem-estar [da Esagila e da Babilônia...], com ouvidos atentos ele foi para os portões sagrados [...] orou ao Senhor dos senhores [...] ele chorou amargamente a Marduque, os deuses [..f]oi sua oração para [...]. | ” |

A inscrição contém acusações, embora não esteja claro a quem se dirigem, a respeito da profanação de lugares sagrados e da exploração da população — falha nas duas responsabilidades principais do rei da Babilônia. Posteriormente, afirma-se que o acusado chorou e orou a Marduque, a divindade nacional da Babilônia.
Outro texto do final do reinado de Nabucodonosor contém uma oração de um filho preso de Nabucodonosor chamado Nabusumuquim, que afirma ter sido preso por causa de uma conspiração contra ele. De acordo com Levítico Rabá, um texto midraxico dos séculos V a VII d.C., Evil-Merodaque foi preso por seu pai porque alguns dos oficiais da Babilônia o proclamaram rei enquanto Nabucodonosor ainda vivia. O assiriólogo Irving Finkel argumentou em 1999 que Nabusumuquim e Evil-Merodaque eram a mesma pessoa, e que ele teria mudado seu nome para Evil-Merodaque, que significa "homem de Marduque", assim que foi libertado da prisão como reverência ao deus a quem orou. As conclusões de Finkel foram aceitas como convincentes por outros estudiosos, e também explicaria o texto anterior, talvez relacionado aos mesmos incidentes. As Crônicas de Jerameel, uma obra hebraica possivelmente escrita no século XII d.C., afirma erroneamente que Evil-Merodaque era o filho mais velho de Nabucodonosor e relata que ele foi aprisionado junto com Joaquim por seu pai em favor de seu irmão, 'Nabucodonosor, o Jovem' (uma figura fictícia não atestada em qualquer outra fonte), que foi nomeado como sucessor do trono. Com a morte de Nabucodonosor II seu filho de mesmo nome o sucedeu. Quando Nabucodonosor, o Jovem morreu, Evil-Merodaque foi libertado da prisão e reinou em seu lugar. Sendo que Evil-Merodaque é atestado como príncipe herdeiro em 566 a.C., ele foi libertado da prisão e nomeado como sucessor do trono antes deste ano.
Considerando as evidências disponíveis, é possível que Nabucodonosor viu Evil-Merodaque como um herdeiro indigno e procurou substituí-lo por outro filho. Por que Evil-Merodaque se tornou rei não está claro. Apesar de tudo, as funções administrativas de Evil-Merodaque provavelmente começaram antes de ele se tornar rei, durante as últimas semanas ou meses do reinado de seu pai, quando Nabucodonosor estava doente e morrendo. A última tabuinha conhecida datada do reinado de Nabucodonosor, de Uruque, é datada do mesmo dia, 7 de outubro, como a primeira tabuinha conhecida de Evil-Merodaque, de Sipar. Existem algumas evidências — tanto de textos contemporâneos quanto de fontes posteriores — que sugerem que Evil-Merodaque pode ter atuado como regente durante a fase final do reinado de Nabucodonosor.

## Reinado

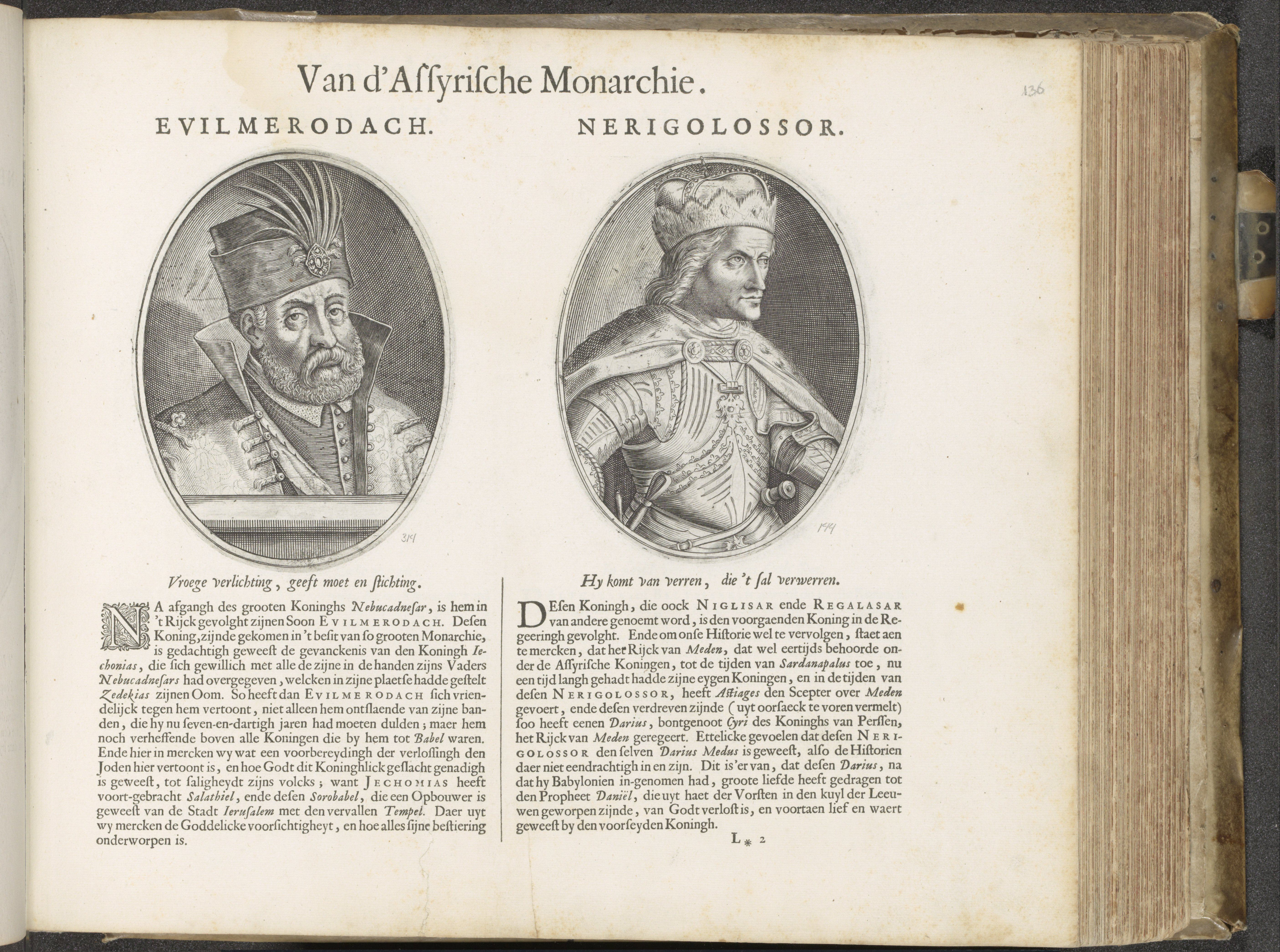
Retratos do século XVII de Evil-Merodaque ('Evilmerodach') e seu sucessor Neriglissar ('Nerigolossor')

Após um longo e ilustre reinado, Nabucodonosor II morreu nos primeiros dias de outubro de 562 a.C. A elite caldeia, que constituía o cerco real, elevou imediatamente Evil-Merodaque ao trono, estabelecendo assim a hereditariedade do poder real. Pouquíssimas fontes cuneiformes sobreviveram do reinado de Evil-Merodaque, e, como tal, quase nada se sabe sobre suas realizações. Apesar de ser o legítimo sucessor de Nabucodonosor, Evil-Merodaque aparentemente encontrou oposição desde o início de seu governo conforme indicado pelo quão breve seria seu mandato como rei e por como ele é retratado negativamente em fontes posteriores. O escritor e astrônomo babilônico Beroso, que viveu no período helenístico, é quem mais fornece informações de como foi seu reinado. Ele observa que Evil-Merodaque "governou os assuntos públicos de maneira ilegal e impura", possivelmente uma alusão a ações que enfureceram a classe sacerdotal, incluindo reformas feitas nas políticas de Nabucodonosor. Ele também escreveu que Evil-Merodaque "governava caprichosamente e não respeitava as leis" e um texto cuneiforme de propaganda afirma que ele negligenciou sua família, que oficiais se recusaram a cumprir suas ordens e que ele se preocupava apenas com a veneração e adoração de Marduque. O relato negativo que Beroso faz sobre seu reinado não é confirmado por nenhuma outra fonte sobrevivente, mas sabe-se que após a morte de Nabucodonosor o Império Babilônico começou a entrar em um processo de declínio. Se a oposição a Evil-Merodaque resultou de sua tentativa anterior de conspiração contra seu pai, a tensão entre as diferentes facções da família real (dado que ele não era o filho mais velho), ou de sua própria má gestão como rei, não é certo.
Pouco se sabe sobre a família imediata de Evil-Merodaque, ou seja, sua esposa e filhos. Nenhum filho de Evil-Merodaque é conhecido, mas sabe-se que ele teve pelo menos uma filha chamada Indû. As Crônicas de Jerameel atribuem três filhos a Evil-Merodaque: Regosar, Lebuzer-Dukh e Nabar, mas parece que o autor confundiu os sucessores de Evil-Merodaque com seus filhos (respectivamente Neriglissar, Labasi-Marduque e Nabonido).
Quase nada se sabe sobre as realizações e atos de Evil-Merodaque. Uma de suas inscrições sugere que ele renovou Esagila, templo de Marduque na Babilônia, e Ezida, o templo de Nabu em Borsipa, mas nenhuma evidência arqueológica ou textual concreta existe para confirmar que ele realmente realizou algum trabalho nesses templos. O epíteto "aquele que renova Esagila e Ezida" não necessariamente implica que ele o fez, podendo ser simplesmente um título honorífico. Alguns tijolos e pedras de pavimentação na Babilônia levam seu nome, o que indica que algumas obras de construção foram concluídas na Babilônia durante seu breve mandato como rei. Um inventário de joias de Uruque, datado do reinado de Evil-Merodaque, descreve dois ornamentos tarkisu como “a renda do rei”, indicando que essas joias haviam sido oferecidas às divindades do templo Eana pelo monarca. Presentes de joias e metais preciosos para as divindades eram um dever costumeiro de reis e membros da corte real, isso é comumente registrado em textos neobabilônicos.
Evil-Merodaque provavelmente manteve as alianças de seu pai, principalmente com os medos, e aparentemente tinha uma disposição menos beligerante, conforme evidenciado pelo registro bíblico, que afirma que Evil-Merodaque libertou Joaquim, o deposto rei de Judá, após 37 anos de prisão na Babilônia. Este é o único ato político concreto atribuído a Evil-Merodaque em qualquer fonte existente. Embora tais atos de clemência sejam conhecidos das cerimônias de ascensão e, neste caso, podem estar relacionados à celebração do Festival de Ano Novo da Babilônia, a razão específica para a libertação de Joaquim são incertos e estão sujeitos a debate acadêmico. Talvez Evil-Merodaque quisesse ganhar o apoio da população de judeus deportados na Babilônia, já que ele estava sofrendo constante oposição por parte de seus cortesões, ou talvez Evil-Merodaque e Joaquim tenham se tornado amigos durante o tempo em que foram presos juntos. A tradição judaica posterior sustentou que a libertação foi uma reversão deliberada da política de Nabucodonosor (tendo destruído o Reino de Judá), embora não haja nenhuma indicação de que Evil-Merodaque fez qualquer tentativa de restaurar Judá. Apesar disso, contemporâneos judeus de Evil-Merodaque provavelmente esperavam que a libertação de Joaquim fosse o primeiro passo para a restauração de Judá, visto que Evil-Merodaque também libertou Baalezer, o rei capturado de Tiro, e restaurou-o ao seu trono. É possível que o tratamento que o rei ofereceu a Joaquim foi considerado ilegal pelo partido sacerdotal ou nacional. A libertação de Joaquim é narrada em 2 Reis 25:27–30 e nas Crônicas de Jerameel. As Crônicas de Jerameel narram a libertação de Joaquim da seguinte forma:
| “ | No trigésimo sétimo ano do exílio de Joaquim, rei de Judá, no ano em que Evil-Merodaque se tornou rei da Babilônia, ele libertou Joaquim da prisão no vigésimo quinto dia do décimo segundo mês. Ele falou gentilmente com ele e deu-lhe um lugar de honra mais alto do que o dos outros reis que estavam com ele na Babilônia. | ” |

Evil-Merodaque enfrentou uma densa imigração meda durante seu reinado. Era dever do rei Evil-Merodaque barrar essas imigrações, porém, não houve sucesso e o partido opositor ao seu reinado começou a ganhar poder. O tempo de Evil-Merodaque como rei da Babilônia terminou abruptamente em agosto de 560 a.C., depois de apenas dois anos como rei, quando foi deposto e assassinado por Neriglissar, que então assumiu o trono. O último documento datado do reinado de Evil-Merodaque é um contrato datado de 7 de agosto de 560 a.C., escrito na Babilônia. Quatro dias depois, documentos datados de Neriglissar são conhecidos tanto na Babilônia quanto em Uruque. É provável que o conflito entre Evil-Merodaque e Neriglissar tenha sido um caso de discórdia entre famílias, e não alguma outra forma de rivalidade. Neriglissar era casado com uma das filhas de Nabucodonosor, possivelmente Cassaia. Como Cassaia é atestada consideravelmente mais cedo no reinado de Nabucodonosor do que Evil-Merodaque e a maioria dos outros filhos, é possível que ela fosse mais velha do que eles. É, portanto, possível que a usurpação de Neriglissar tenha sido o resultado de uma luta interna entre dois ramos da família real; um ramo mais velho, rico e influente da família real (representado por Cassaia) e um ramo menos estabelecido e mais jovem, embora mais legítimo (representado por Evil-Merodaque). É importante ressaltar que a suposta morte de Evil-Merodaque em resultado duma conspiração é um evento mencionado somente por Beroso e não é confirmado por outras fontes.
A escassez de informações desse período levou alguns estudiosos consideram que Evil-Merodaque possa ter governado durante um período maior, talvez assumindo o trono enquanto seu pai ainda estava vivo. Seder Olam Rabá atribuiu vinte e três anos ao seu reinado. Flávio Josefo, em sua obra Antiguidades Judaicas, atribuiu dezoito anos para seu reinado e mais tarde em sua refutação a Apião, Josefo cita Beroso atribuindo um reinado de dois anos. A Lista de reis de Uruque e o Cânone de Ptolomeu também afirmam que Evil-Merodaque reinou por apenas dois anos.

## Títulos
Seu nome e título foram encontrados em um vaso de seu palácio em Susã, e em algumas tabuinhas cuneiformes. Em uma de suas inscrições, encontrada em um pilar de uma das pontes da Babilônia, os títulos de Evil-Merodaque são os seguintes:
| “ | Evil-Merodaque, rei da Babilônia, aquele que renova Esagila e Ezida, filho de Nabucodonosor, rei da Babilônia. | ” |

 Dado que poucas inscrições de Evil-Merodaque são conhecidas, nenhuma versão mais elaborada de sua titulação é conhecida. Ele provavelmente também usou o título "Rei da Suméria e Acádia", usado pelos outros reis neobabilônicos.